# 山形市立村木沢小学校
山形市立村木沢小学校（やまがたしりつ むらきざわしょうがっこう）は、山形県山形市にある公立小学校である。

## 沿革
- 1873年（明治6年）12月10日 - 村木沢村立村木沢小学校創立
- 1881年（明治14年） - 学校移転
- 1882年（明治15年）2月24日 - 南部村木沢学校に改称
- 1884年（明治17年）3月12日  -村木沢村立村木沢尋常小学校に改称
- 1890年（明治23年） -  山形県南村山郡尋常高等小学校に改称
- 1904年（明治37年）5月1日 - 現在地に校舎完成
- 1941年（昭和16年）4月1日 - 南村山郡村木沢国民学校とに改称
- 1947年（昭和22年）4月1日 - 村木沢村立村木沢小学校に改称
- 1953年（昭和28年）12月23日 - 山形市立村木沢小学校に改称
- 1972年（昭和47年）7月5日 - 校舎改築

以上は公式サイトの「校章と歴史」より。

## 学区
- 阿弥陀、才津、桜ケ丘、反町、 辻、舞台、みのりが丘、村木沢（上平地区を除く）、若木、藤沢川[2]

## 卒業後
- 山形市立第八中学校へ進学する[2]